# Emanuel Hirsch
Emanuel Hirsch, född 14 juni 1888 i Bentwisch nära Wittenberge, Brandenburg, död 17 juli 1972 i Göttingen, var en tysk teolog, professor i kyrkohistoria i Göttingen 1921.
Hirsch, som var lärjunge till Karl Holl, var en av Tysklands främsta teologer. Han ägnade sig åt studiet av den tyska idealismens filosofi (som Fichte) i dess förhållande till kristendomen, vidare har han behandlat reformationens idéhistoria och var dessutom framstående kännare av Sören Kierkegaard.
Hirsch menade att evangeliet i sin nuvarande gestalt är resultatet av en bearbetning som borde kunna dateras till mellan 130 och 140. I Die Frühgeschichte des Evaneliums (2 band, 1941) försökte han rekonsturera "ur-Markus". Det passade tankegången att evangelierna tillkommit under en längre process, att de successivt vuxit fram.
Hirsch var medredaktör för Zeitschrift für systematische Theologie. Han var även känd som predikant och politiker. Under mellankrigstiden var han utifrån den nationalkonservativa teologin motståndare till Ernst Troeltsch.